# Abdulláh abú Ma'arúf
Abdulláh abú Ma'arúf (hebrejsky עבדאללה אבו מערוף‎, arabsky عبد الله أبو معروف‎; * 30. prosince 1957 Jirka) je izraelský politik arabské národnosti a člen komunity Drúzů; poslanec Knesetu za Sjednocenou kandidátku.

## Biografie
Je členem komunity izraelských Drúzů. Patřil mezi první odpírače vojenské služby v jejich řadách (izraelští Drúzové na rozdíl od muslimů a křesťanů většinově slouží v izraelské armádě). Studoval lékařství v Sovětském svazu. Specializuje se na urologii. Působil jako jeden z prvních lékařů v rodné obci Jirka a byl jedním z předáků výboru arabsko-drúzské iniciativy. Je členem politické strany Chadaš.
Ve volbách v roce 2015 byl zvolen do Knesetu za Sjednocenou kandidátku (aliance čtyř politických stran arabské menšiny). Při nástupu do Knesetu se musel vzdát ruského občanství (stát Izrael umožňuje dvojí občanství, ale poslanci parlamentu smí být držiteli pouze izraelského občanství).